# Soranî
La lingua curda soranî (سۆرانى), nota anche come lingua curda centrale  (کوردیی ناوەندی), fa parte dei dialetti curdi centrali ed è parlata dalle popolazioni curde dell'Iraq settentrionale e dell'Iran occidentale.

## Storia
La lingua soranî ha iniziato a essere scritta verso il XVI secolo e successivamente ha sviluppato una sua tradizione letteraria, influenzata dalle tradizioni letterarie del persiano e dell'arabo. La lingua soranî è stata soggetta all'influenza di queste lingue, da cui ha ricevuto prestiti sia a livello di lessico che di strutture sintattiche.
Nella prima fase del suo sviluppo, quella del soranî prestandard, il curdo poté essere lingua scritta, letteraria e talvolta anche di insegnamento. 
In una seconda fase, quella del soranî standard, a causa delle repressioni subite dai curdi, soprattutto a partire dal XX secolo, nei vari Paesi tra cui è diviso il loro territorio, l'uso della lingua curda ha subito delle restrizioni, soprattutto per quanto riguarda l'insegnamento. In questa fase, i prestiti e gli elementi delle lingue dominanti nell'area sono state percepite come una minaccia alla sopravvivenza della lingua curda stessa.

## Classificazione
La lingua soranî è una lingua indoiranica e fa parte dei dialetti centrali della lingua curda, appartenente al gruppo nord-occidentale delle lingue iraniche.

## Sistema di scrittura
La lingua soranî utilizza un sistema di scrittura basato sull'alfabeto arabo-persiano con alcune variazioni fonologiche e ortografiche e l'aggiunta delle lettere ڕ [ř], ڵ [ł], وو [û], ۆ [o], ێ [e].